# 麦克·费兰
迈克尔·克里斯托弗·费兰（英語： Michael Christopher Phelan，1962年9月24日—）是一名英国退役足球球员。
他出生于兰开夏郡的尼尔森，职业生涯的大部分时间都在伯恩利、诺维奇城和曼联度过，退役前曾短暂效力于西布罗姆维奇。当他在曼联时，他还为英格兰完成国家队的首秀。 2006年，诺维奇球迷将费兰投进了俱乐部的名人堂。
在他的职业生涯结束后，费兰进入了管理层。在跟随梅格森前往布莱克浦和斯托克港之前，他首先在他的前俱乐部诺维奇城担任加里·梅格森的助理。梅格森离开斯托克港后，费兰被另一家前俱乐部曼联聘用，接任俱乐部预备队的助理教练。两年后，他被提拔为亚历克斯·弗格森的一线队主教练，并在2008年接替卡路士·昆洛斯成为弗格森的助理教练。直到2013年弗格森退役，弗格森的继任者大衛·莫耶斯取代了整个教练组，他一直担任这个职位。
离开足球一年后，费兰于2014年11月被任命为诺维奇城的一线队教练，并在主教练尼爾·阿當斯于2015年1月辞职时临时负责俱乐部，但被亚当斯的永久替代者解除了职务，亚历克斯尼尔。一个月后，他被前曼联队友史蒂夫·布鲁斯任命为赫尔城的助理教练。在布鲁斯离开后，他在 2016-17赛季前临时担任主教练一职并在10月13日转正。他于2017年1月3日被赫尔城解雇，俱乐部在英超联赛中排名第20。

## 职业生涯
费兰在伯恩利开始了他的职业生涯，于1979年7月签约成为一名学徒，并于1980年7月成为职业球员。他在1981年1月伯恩利对阵切斯特菲尔德的比赛中首次亮相，并在1982年获得英格兰青年队的征召和赢得丙级联赛冠军。但在1985年，伯恩利被降级到丁级联赛，而费兰也在同年的7月13日以60000英镑的身价转会到诺维奇城。诺维奇在俱乐部的第一个赛季就赢得了乙级联赛冠军。当史蒂夫布鲁斯于1987年12月加盟曼联后，他成为俱乐部队长，在他担任队长的第一个完整赛季中，他带领曼联获得了甲级联赛的第四名和足总杯半决赛的席位。
他被征召进入英格兰国家队参加与智利和苏格兰的劳斯杯比赛，但由于腿筋受伤没有参加比赛。他的成功引起了大俱乐部的注意，他于1989年7月1日以750000英镑的价格跟随史蒂夫布鲁斯的脚步来到曼联。在曼联期间，他完成了国家队的首秀（1989年对阵意大利），并在他的第一个赛季就赢得了足总杯冠军。接下来他赢得了1990年的英足总慈善盾杯、1991年的欧洲优胜者杯和1992年的联赛杯。费兰在曼联的第一个赛季经常被安排在右后卫位置，但在1990年丹尼斯·欧文到来后，他主要打右后卫或中场。在欧文到来之前，他曾在中场右侧踢过球，最引人注目的是在1990年足总杯决赛战胜水晶宫的比赛中，当时保罗·因斯从中场转为右后卫。
然而到了1993年，由于来自安德烈·坎切尔斯基、保罗·因斯、瑞恩·吉格斯和李·夏普等年轻球员的竞争日益激烈，他的出场机会越来越有限。他在1992-93赛季的联赛出场次数确实足够获得英超联赛冠军奖牌，但在1993-94赛季却很少出场，未能获得足够的联赛冠军奖牌，也没有入选英足总的大名单杯赛战胜切尔西。
随着1993-94赛季英超球队引入球衣号码，他获得了23号球衣（后来被菲尔内维尔使用）。费兰在1993-94赛季结束时自由转会离开老特拉福德，加盟西布罗姆维奇。费兰在西布罗姆维奇呆了18个月，只打了21场比赛，他在一线队的机会受到凯文多诺万和李阿什克罗夫特等年轻球员的限制，他们更受新主帅阿兰巴克利的青睐（在将费兰带到俱乐部的基思·伯金肖（ Keith Burkinshaw ）被解雇后于秋季任命）。

## 教练生涯
1995年12月，他回到卡罗路，担任加里·梅格森（另一位前诺维奇球员）的助理教练，管理俱乐部的预备队。当梅格森被解雇并加入布莱克浦时，费兰跟随他担任类似的角色，回到他的家乡西北。一年后，他跟随梅格森来到斯托克波特县。
1999年6月25日，梅格森被斯托克波特县的老板解雇后，安迪·基尔纳接任主教练。不久之后费兰也离开了斯托克波特县。费兰来到了曼联的卓越中心任职。在史蒂夫·麦克拉伦于2001年夏天离开曼联助理教练一职加盟米德尔斯堡后，费兰被弗格森提升为一线队教练。在2008年9月3日，费兰接替离开曼联去执教葡萄牙国家足球队的卡洛斯·奎罗斯，成为曼联的助理教练。多年来因为在2004年BBC全景节目对弗格森的儿子，经纪人杰森·弗格森的腐败指控，曼联主教练亚历克斯·弗格森拒绝接受BBC的采访，因此费兰负责接受BBC节目（如《每日比赛》）的采访。弗格森在2011年8月再次同意接受BBC的采访。 2010年1月，在欧文·科伊尔离开伯恩利加盟博尔顿后，有消息称费兰返回他的老东家伯恩利担任主教练，但最终没有成行。他是弗格森获得三个英超联赛冠军、一个国际足联世俱杯冠军、两个联赛杯冠军和两次欧洲冠军联赛决赛的得力助手。弗格森退役后不久，他就离开了俱乐部。
2014年11月20日，费兰加盟诺维奇城，担任一线队教练。2015年1月5日诺维奇主教练尼尔·亚当斯辞职，费兰被任命为诺维奇的看守教练。不久后的1月9日，诺维奇任命苏超球队汉密尔顿学院的主教练亚历克斯·尼尔担任球队的新任主教练，费兰重新回到一线队教练的岗位。这种情况持续不久，1月20日，经双方同意，费兰离开了诺维奇，不再担任诺维奇的一线队教练一职。
2月5日，费兰来到了赫尔城担任助理教练一职。2016年7月22日，在史蒂夫布鲁斯辞职后，赫尔城确认费兰接下来将担任看守教练。赫尔城开局非常顺利，接连战胜莱斯特城和斯旺西城，虽然后面输给曼联但是也仅仅是微弱的劣势，因此他被评为8月份英超联赛最佳主帅。在同年的10月13日，费兰正式转正。但是接下来赫尔城战绩不佳，排名也跌落到降级区。2017年1月3日，赫尔城副主席埃哈布·阿拉姆发表声明称，俱乐部和费兰因“新方法”而选择分道扬镳。
2018年7月16日，费兰前往中央海岸水手担任体育总监； 然而，不到六个月后，即12月19日，费兰被任命为曼联看守教练索尔斯克亚的一线队教练。  5月10日，他第二次被任命为曼联的助理教练。 

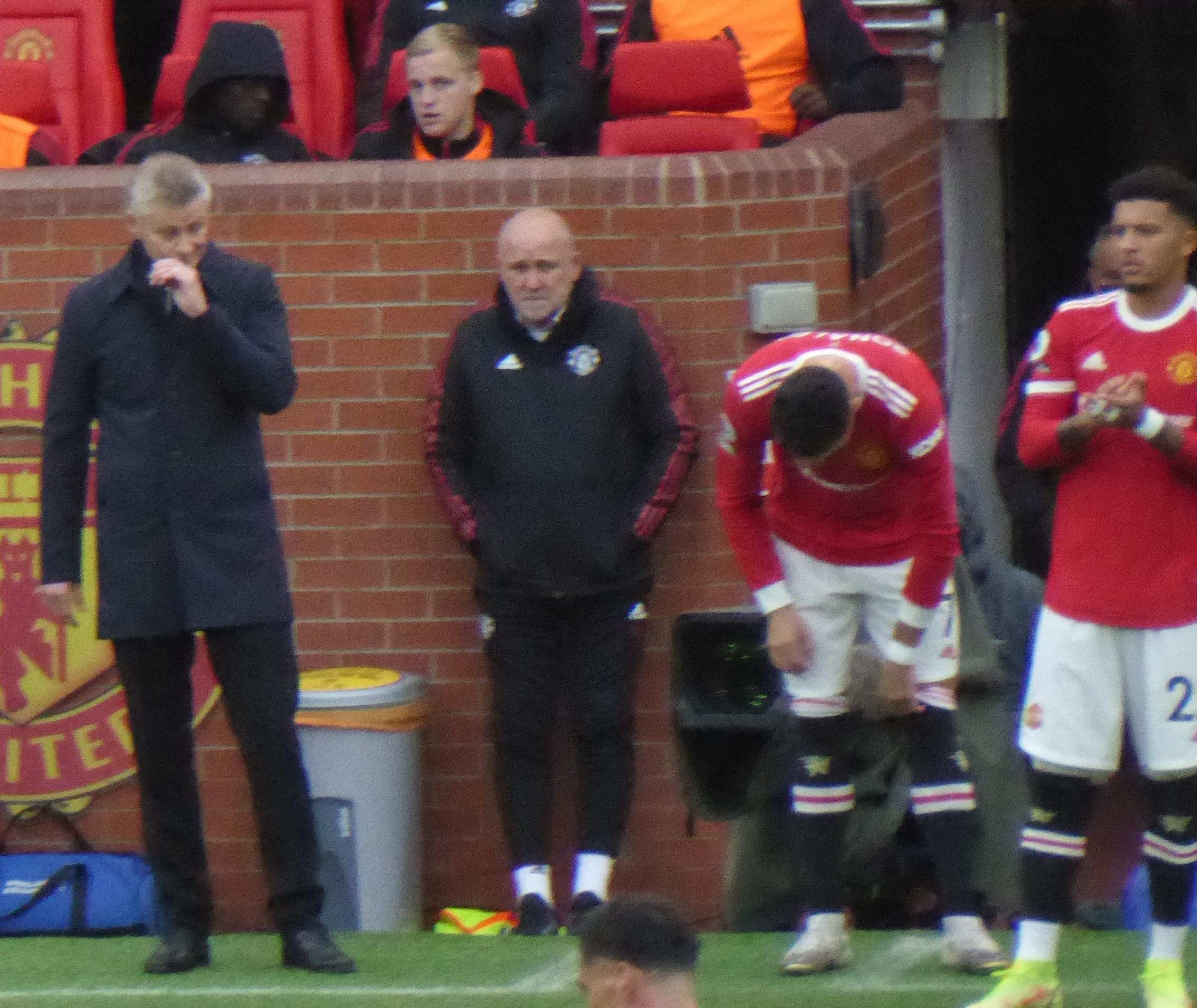
费兰（中）与索尔斯克亚（左）于 2021 年 10 月

2021年12月，在索尔斯克亚离开曼联主帅一职后，临时主教练拉尔夫·朗尼克证实，费兰将继续担任俱乐部的一线队教练之一。 

## 荣誉
伯恩利
- 英格兰足球丙级联赛： 1981–82

诺维奇城
- 英格兰足球乙级联赛： 1985–86

曼联
- 英格兰超级联赛: 1992–93 [20]
- 英格兰足总杯: 1989–90
- 英格兰联赛杯: 1991–92
- 英格兰社区盾 : 1990 (共享)
- 欧洲优胜者杯: 1990–91

### 经理
个人
- 英超联赛月度最佳主教练： 2016年8月[21]